# Венера, галантное празднество
Венера, галантное празднество (фр. Vénus, feste galante) — «балет, положенный на музыку» (опера-балет) в одном акте из трёх выходов и с прологом композитора Андре Кампра на либретто Антуана Данше. Спектакль был дан в первый раз 27 января 1698 года в Париже, в доме Мари-Изабель-Габриэль-Анжелик де Ля Мот-Уданкур, герцогини де Ля Ферт-Сеннетерр на обеде в честь её воспитанника дофина Луи, герцога Бургундского.

## Сюжет
В аллегории воспевается победа Венеры на суде Париса, иносказательно — победа любви при парижском дворе.

## Действующие лица
Пролог
- Аполлон
- Каллиопа, муза
- Клио, муза
- Паллада

Сцена первая: Аполлон, музы и свита Аполлона.
Сцена вторая: Паллада, Аполлон и актёры-мимы.
Акт
- Венера
- Марс
- Юпитер
- Амуры, Удовольствия и Грации

Выход первый: Грации, Амуры и Удовольствия воспевают победу Венеры, которой Парис преподнёс Золотое яблоко.
Выход второй: Венера и Марс.
Выход третий: Юпитер и все предыдущие актёры.